# Ивайдя
Ива́йдя, или йива́йдя (Iwaidja, [iwad̻a] или iwaɟa) — один из языков Австралии, распространённый на крайнем севере континента, вдоль побережья Арафурского моря. Раньше был распространён на полуострове Кобург, но теперь носители ивайдя живут только на острове Крокер. Он до сих пор передаётся детям. Количество говорящих — 134 человека.
Ивайдя не принадлежит к языкам пама-ньюнга: вместе с несколькими близкородственными языками (такими как маунг, гариг и др.) он формирует особую семью, внешние генетические связи которой не выяснены. Многие морфологические черты ивайдя являются общими для языков Арнем-Ленда, таких как гунвиньгуан, языки манингрида, языки вагаить, тиви и умбугарла. В ивайдя много заимствований из кунвиньку, а также макасарского и малайского языков.
В языке ивайдя почти полностью разрушена система именных классов (в праязыке их было, по всей видимости, пять, но сохраняются они только в маунг: в ивайдя следов этой системы почти нет. Переходные и непереходные глаголы различаются набором окончаний, возможна конверсия — употребление непереходного набора окончаний при переходных глаголах используется для детранзитивизации (образуя значения типа рефлексива или медиопассива).

## Фонология
В ивайдя три гласных (a, i, u) и следующий набор согласных:
|                   | Билабиальные | Апикальные Альвеолярные | Апикальные ретрофлексные | Ламинальные постальвеолярные | Велярные |
| ----------------- | ------------ | ----------------------- | ------------------------ | ---------------------------- | -------- |
| Носовые           | m            | n                       | ɳ                        | ɲ                            | ŋ        |
| Смычные           | p            | t                       | ʈ                        | c                            | k        |
| Фрикативные       |              |                         |                          |                              | ɣ        |
| Аппроксиманты     |              |                         | ɻ                        | j                            | w        |
| Флэп              |              |                         | ɽ                        |                              |          |
| Дрожащий          |              | r                       |                          |                              |          |
| Латеральные       |              | l                       | ɭ                        | (ʎ)                          |          |
| Латеральные флэпы |              | ɺ                       | ɺ̡                        | (ʎ̡)                          |          |

Постальвеолярный латеральный и латеральный флэп встречаются редко, и не исключено, что их можно интерпретировать как кластеры /lj/ и /ɺj/. Смычные могут произноситься и как глухие, и как звонкие (особенно между гласными), и иногда их записывают как b d ɖ ɟ ɡ.

### Морфонология
В ивайдя развита система чередований начальных согласных в корне, из-за которой, в частности, в ряде контекстов начальные корневые согласные ивайдя могут не совпадать с начальными согласными тех же корней в других языках: ср. ивайдя barryun 'молодой человек', маунг marryun 'мальчик' при нормальном рефлексе праязыкового *m как m (ивайдя, маунг marrk 'желание'). Исторически исходные согласные в ивайдя могут восстанавливаться после префиксов: kartalk 'язык', angartalk 'языки' при ngartalk в маунг.

## Морфология
Интересная особенность языка ивайдя — термины родства являются в ивайдя переходными глаголами, соответственно, могут изменяться по временам: ср. rimaka 'она его жена' (досл. 'он является её мужем'), rimakantung с аффиксом прошедшего времени -ntung 'она его бывшая жена'.